# Pholidichthys
Pholidichthyidae là một họ cá biển chỉ bao gồm 2 loài đã biết trong một chi Pholidichthys, theo truyền thống xếp trong bộ Perciformes, nhưng năm 2013 được một số tác giả chuyển sang một bộ riêng biệt với danh pháp Pholidichthyiformes thuộc nhóm Ovalentariae. Năm 2017 các tác giả này sáp nhập Pholidichthyiformes vào Cichliformes.

## Hệ thống học
Vị trí hệ thống học của chi Pholidichthys từ lâu đã gây mâu thuẫn, do các loài có đặc điểm của cả cá bống trắng (Gobiidae) lẫn cá mào gà (Blenniidae). Sự không chắc chắn trong hệ thống học cũng được phản ánh trong tên gọi bằng tiếng Anh cho các loài cá này, với tên gọi là engineer gobys hay convict blennys. Trong quá khứ người ta cũng từng cho rằng Pholidichthys có quan hệ họ hàng với Microdesmidae, được so sánh với Notograptus hay đặt trong mối quan hệ với Labridae (cá bàng chài).
Springer và Freihofer (1976) đã trình bày chi tiết về bộ xương và hệ thần kinh nhằm làm sáng tỏ các mối quan hệ của Pholidichthys, nhưng chỉ đi tới kết luận rằng nó không có quan hệ họ hàng gần với Blennioidei. Một nghiên cứu của các nhà sinh học phân tử Leo Smith và Matthew Craig năm 2007 cho thấy mối quan hệ họ hàng gần của chi này với Rheocles wrightae (họ Bedotiidae), Calloplesiops altivelis (họ Plesiopidae) và Ptychochromis grandidieri (họ Cichlidae). Không có mối quan hệ họ hàng gần nào với Gobioidei được phát hiện. Vì thế, Pholidichthys không là họ hàng gần với cả Amblyopinae lẫn Gobioides là những dạng cá bống có hình dáng giống như cá chình, tương tự như hình dáng của Pholidichthys. Tên khoa học có sự tương tự với Pholis thuộc họ Pholidae về mặt từ nguyên học (nhưng không phải mối quan hệ họ hàng).
Nhà ngư học Mỹ Joseph S. Nelson, tác giả công trình hệ thống học cá Fishes of the World, đã đặt chi này trong phân bộ của chính nó là Pholidichthyoidei thuộc bộ Perciformes trong ấn bản lần thứ 4, sau khi tách nó ra khỏi phân bộ Trachinoidei.
Tháng 7 năm 2012 một nhóm các nhà khoa học đã công bố nghiên cứu về tính đơn ngành của nhóm cá Labroidei (bao gồm Labridae và Cichlidae), và nhận thấy tính đa ngành của nhóm này, nhưng phát hiện thấy sự tồn tại của kiểu gộp nhóm gọi là Ovalentaria, trong đó họ hàng gần nhất của Pholidichthyidae là Cichlidae, một họ cá nước ngọt nhiệt đới. Các đặc điểm chung chia sẻ giữa Pholidichthys với Cichlidae là lỗ mũi đơn ở mỗi bên của đầu, trong khi ở phần lớn các nhóm cá khác là 2 lỗ mũi ở phía trước của đầu, cặp đôi cơ quan bám dính ở trên đỉnh đầu ấu trùng để gắn chúng với các vật thể do chúng không nổi., và sự chăm sóc tích cực của cá bố mẹ không chỉ đối với trứng mà còn đối với cả ấu trùng và cá non. Đặc điểm cuối cùng này là gần như duy nhất ở các loài cá biển, ngoài Pholidichthys ra thì chỉ có Acanthochromis polyacanthus là có các tập tính này.
Cichlidae, Pholidichthys và một số nhóm đơn vị phân loại khác hợp thành Ovalentaria, một nhóm chứa khoảng 4.800 loài cá có hình thái đa dạng mà đặc trưng chẩn đoán chung là trứng chìm, được gắn với các vật thể trong nước bằng các sợi bám dính.

## Đặc điểm
Có hình dáng giống cá chình, cá trưởng thành dài 24–34 cm. Mỗi bên đầu có một lỗ mũi. Không vảy. Các vây chậu phía dưới hoặc hơi một chút phía trước đáy vây ngực. Một gai yếu trong vây chậu; tia mềm 2 hoặc 3. Vây đuôi hợp cùng vây hậu môn và vây lưng. Tia mềm vây lưng 70-79. Tia mềm vây hậu môn 55-62. Tia vây ngực 15. Các xương họng dưới hợp nhất lại thành một. Khu vực liên hốc mắt với một xương vách ngăn. Đốt sống 71-79.

## Môi trường sống và tập tính
Phân bố trong vùng biển từ tây nam Philippines tới quần đảo Solomon (Pholidichthys leucotaenia) và lãnh thổ Bắc, Australia (Pholidichthys anguis), ở độ sâu từ 3 tới 70 m. Pholidichthys trưởng thành là cá rất nhút nhát. Chúng thường sống trong các đầm phá nông, hang hốc hay trong các khe nứt trong các rạn san hô hoặc trong đáy nền bùn. Chúng có lẽ chủ yếu sống về đêm. Cá non sống thành bầy.